# Ellie Reed
Ellie Reed, née le 2 février 1988, est une actrice américaine. Elle est principalement connue pour avoir joué le rôle d'Annie dans la série Netflix Girlboss.

## Biographie
Ellie Reed est née à Deerfield, dans l'Illinois.  Elle est diplômée de l'Université Northwestern.

## Filmographie

### Cinéma
- 2020 : Big House : Claire

### Télévision
- 2012 : Touch 'n Dix : Ellie
- 2013 : Betrayal : Holly
- 2014 : Chicago P.D. : Josie Valescu
- 2015 : Empire : Fashion VP
- 2016 : Future You : Marney
- 2016 : 2 Broke Girls : Claire
- 2017 : Girlboss : Annie
- 2018 : The Big Bang Theory : Jenna
- 2018 : Ralph Super-Héros : Sarah Green
- 2019 : Mom : Mackenzie
- 2020 : Journal d'une future présidente : Danielle
- 2020 : Brooklyn Nine-Nine : Kayla